# Andrea Zuccari
Andrea Zuccari (* 26. Oktober 1974 in Rom; † 28. August 2023 in Scharm asch-Schaich, Ägypten) war ein italienischer Freitaucher.
Zuccari wurde als Sohn eines Italieners und einer Schweizerin geboren. 
Er ist mehrfacher Rekordhalter im Freitauchen und lebte in Scharm asch-Schaich, wo er eine Tauchbasis betrieb. Dort starb er im Alter von 48 Jahren bei einem auf rund 50 m Tiefe geplanten Tauchgang.

## Rekorde
- 2006–2011: 10 Schweizer Nationalrekorde
- 2011: Weltrekord im Tandem No Limits / 125 m Tiefe, mit der deutschen Taucherin Anna von Boetticher
- 2013: Weltrekord im Tandem No Limits / 126 m Tiefe, mit dem griechischen Taucher Stavros Kastrinakis
- 2014: italienischer Rekord im No Limits / 175 m Tiefe[2]
- 2017: italienischer Rekord im No Limits / 185 m Tiefe[3]